# Kapo (mitologija)
Havajska božica Kapo — prema havajskoj mitologiji — božica je plodnosti i čarobnjaštva koja može preuzeti bilo koji oblik.

## Obitelj
Kapo je kći božice Haumeje te sestra velike božice vulkana Pele, koja je vulkane oblikovala.
Kapo je majka božice Lake, koja je žena Lona.
Brat joj je bog Kāne Milohai.

## Kapo i Kamapuaʻa
Najpoznatiji mit o Kapo spominje da je ona pomogla svojoj sestri Pele, spasivši ju od silovanja boga zvanog Kamapuaʻa.

## Kohelepelepe
Vulkanski krater Kohelepelepe na otoku Oahuu bio je posvećen Kapo.
Havajci su vjerovali da je krater otisak vagine božice Kapo.